# Moises Magpantay Cuevas
Moises Magpantay Cuevas (Batangas, Filipinas, 25 de novembro de 1973) é um ministro católico romano filipino e bispo auxiliar de Zamboanga.
Moises Cuevas estudou filosofia no Seminário Pastor Bonus na cidade de Zamboanga e teologia no Seminário Regional na cidade de Davao. Em 6 de dezembro de 2000 recebeu o Sacramento da Ordem para a Arquidiocese de Zamboanga.
Após a ordenação foi primeiro capelão na Catedral de Zamboanga e de 2003 a 2009 reitor do Santuário de Nostra Signora del Pilar. Durante este tempo foi também Chanceler da Arquidiocese e Administrador do Centro Pastoral de 2005 a 2007. Após outro pastorado, tornou-se capelão da catedral em 2015. Desde 2017, ele também chefia a comissão episcopal para a formação sacerdotal.
O Papa Francisco o nomeou Bispo Auxiliar de Zamboanga e Bispo Titular de Maraguia em 19 de março de 2020. O Arcebispo de Zamboanga, Romulo Tolentino de la Cruz, consagrou-o em 24 de agosto do mesmo ano na Catedral de Zamboanga. Os co-consagradores foram o Arcebispo de Ozamis, Martin Jumoad, e o Bispo de Ipil, Julius Sullan Tonel.